# Boyton (Wiltshire)
Boyton is een civil parish in het Engelse graafschap Wiltshire. In 2001 telde het dorp 179 inwoners. Boyton komt in het Domesday Book (1086) voor als 'Boientone'.